# Marica (rijeka)
Marica (bugarski: Марица, grčki: Έβρος (Evros), turski: Meriç (Merič), latinski: Hebrus) najduža je rijeka u unutrašnjosti Balkanskog poluotoka.
Rijeka Marica je duga 525 km (od toga u Bugarskoj 322 km). Izvire na planini Rila, iz Maričinog jezera u sjevernoj Bugarskoj. Kroz Bugarsku teče između dva velika planinska masiva Rodopa i Stare planine (Balkan) i tvori veliku Maričku dolinu. Kroz ovu dolinu ide važna željeznička i cestovna magistrala Sofija – Carigrad.
U svom donjem dijelu ona je granična rijeka između Bugarske i Grčke (16 km), te između Grčke i Turske (185 km). Mali dio toka rijeke u Turskoj kod grada Drinopolja je potpuno unutar turskog ozemlja. To je napravljeno da se na taj način štiti grad Edirne od Bugarske. U Grčkoj se rijeka kod grada Aleksandropolija ulijeva u Egejsko more.
Porječje rijeke Marice obuhvaća teritorij od 53 000 km².
Na obala rijeke Marice leže veliki bugarski gradovi: Pazardžik, Plovdiv, Dimitrovgrad, Marica, Svilengrad, kao i turski grad Drinopolje (kod uvira rijeke Tundže u Maricu) te grčki gradovi Kastanies, Didimotihon i Lavara.
Glavne pritoke rijeke Marice su rijeke Struma, Arda, Tundža i Ergene. U bugarskom dijelu toka rijeke izgrađeno je nekoliko velikih hidrocentrala i brana za navodnjavanje.
Rijeka Marica je plovna od uvira rijeke Tundže do Egejskog mora.
Godine 1371., rijeka Marica bila je poprištem bitke kod Marice, koja je završila turskom pobjedom nad vojskom srpsko-bugarske koalicije. Srpski vođe Vukašin Mrnjavčević i Jovan Uglješa poginuli su u bitci.

## Vanjske poveznice
- Grčka regija Evros  Arhivirana inačica izvorne stranice od 29. prosinca 2012. (Wayback Machine) (grč.)

### Ostali projekti
|  | Zajednički poslužitelj ima još gradiva o temi Marica (rijeka) |